# Gunther Seiffert
Pas d'image ? Cliquez ici
Gunther Seiffert, né le 18 octobre 1937 à Oldenbourg en Holstein et mort le 11 novembre 2020, est un pilote automobile allemand. 

## Biographie
Il est pilote suppléant lors du Grand Prix d'Allemagne 1962 pour l'Autosport Team W Seidel sur la voiture de Wolfgang Seidel.
Il participe également à de nombreuses courses de Formule 1 hors-championnat entre 1962 et 1963 sur la Lotus 18 du Autosport Team W Seidel puis sur la Lotus 24 du Rhein-Ruhr Racing Team, alternant entre les non-qualifications, les non-classifications et les abandons.